# Boguszyce (powiat rawski)
Boguszyce – wieś w Polsce położona w województwie łódzkim, w powiecie rawskim, w gminie Rawa Mazowiecka.
Do 1954 roku istniała gmina Boguszyce. W latach 1954–1972 wieś należała i była siedzibą władz gromady Boguszyce. W latach 1975–1998 miejscowość należała administracyjnie do województwa skierniewickiego.
Przez wieś przebiega trasa Kolei Wąskotorowej Rogów – Rawa – Biała. Niegdyś istniał tutaj dodatkowy tor ładunkowy wraz z placem służącym do obsługi kolejowego ruchu towarowego na potrzeby miejscowej GS. Obecnie kolej wykorzystywana jest w ruchu turystycznym ze szczególnym uwzględnieniem Boguszyc jako miejsca posiadającego wyjątkowe walory historyczne i edukacyjne. Działa tu grupa śpiewacza „Zespół Śpiewaczy z Boguszyc”, która zdobywa wiele nagród na ogólnopolskich festiwalach m.in. w Bukowsku i Bukowinie Tatrzańskiej oraz Kazimierzu Dolnym nad Wisłą.

## Zabytki
W Boguszycach znajduje się XVI-wieczny drewniany kościół z polichromiami i późnogotyckim poliptykiem w ołtarzu głównym. Jest to jeden z cenniejszych okazów drewnianych kościołów na Mazowszu.
Według rejestru zabytków Narodowego Instytutu Dziedzictwa na listę zabytków wpisane są obiekty:
- zespół kościoła parafialnego pw. św. Stanisława:
  - kościół, drewniany, 1558, nr rej.:11/6 z 6.05.1946, 238/XI-6 z 11.04.1960 oraz 258 z 27.12.1967
  - dzwonnica, drewniana, XVIII w., nr rej.: 762 z 27.12.1967
  - cmentarz kościelny, nr rej.: 991/A z 1.03.1995
  - cztery kaplice w narożach ogrodzenia, XIX w.
- linia Kolei Wąskotorowej Rogów – Rawa – Biała, dec. 1000A z 31.12.1996 r., jako Rogowska Kolej Dojazdowa
  - pas torowiska wraz z przystankiem Boguszyce jako komunikacyjny układ przestrzenny z 1915 r.
  - stalowy most blachownicowy z jazdą górną z 1935 r.